# Hermína Týrlová
Hermína Týrlová, née le 11 décembre 1900 à Březové Hory (alors en Autriche-Hongrie) et morte le 3 mai 1993  à Zlín, est une réalisatrice et scénariste tchèque, active dans le film d'animation.
Elle est surnommée « La mère de l'animation tchèque » et était une proche collaboratrice de Karel Zeman.

## Biographie
Hermína Týrlová est née en bohème dans une famille de mineurs. Son père passe son temps libre à sculpter des objets en bois au milieu du salon de leur maison, dont une crèche. C'est ce qui va l'influencer pour son film La Révolte des jouets ( Vpouza hracek ) en 1946.
Elle est orpheline jeune et va faire du théâtre où elle rencontre son mari Karen Doral. Elle l'assiste alors qu'il devient producteur de dessins animés publicitaires au cinéma.
En 1941, elle intègre les studios Bat'a à Zlin pour y créer le premier film tchèque d'animation de marionnettes. C'est Ferda la fourmi, adapté d'une bande dessinée d'Ondrej Sekora.
Après un premier film qui brûle, puis son idée volée par son assistant, elle imagine le scénario de La Révolte des jouets ( Vpouza hracek ) où le voleur devient nazi et celui ci se fait chasser par des jouets.
Elle fait ainsi passer un message sur la résistance tchèque face à l'occupant allemand, tout en conservant le caractère familial du film,.
Le film est primé dans plusieurs festivals internationaux.

## Filmographie
- 1928 : Zamilovaný vodník
- 1936 : Hra bublinek
- 1938 : Tajemství lucerny
- 1943 : Ferda Mravenec
- 1947 : Ukolébavka
- 1947 : Co jim scházi?
- 1948 : Karambol (animation scenes)
- 1953 : Pohádka o drakovi
- 1956 : Mícek flícek
- 1957 : Kalamajka
- 1958 : Uzel na kapesníku
- 1958 : Pasácek vepru
- 1959 : Ztracená panenka
- 1959 : Vlácek kolejácek
- 1960 : Den odplaty
- 1961 : Zvedavé psanícka
- 1962 : Dve klubícka
- 1963 : Kulicka
- 1964 : Vlnená pohádka
- 1965 : Modrá zásterka
- 1966 : Snehulák
- 1970 : Hvezda Betlémská
- 1974 : Oslík usatec
- 1974 : Já a muj dvojnozec
- 1974 : Já a Belovous Zrzunda
- 1975 : Já a Fousek
- 1975 : Já a Bledemodrá
- 1976 : Já a Kiki
- 1977 : Príhody Ferdy Mravence
- 1977 : Ferda v mravenisti
- 1977 : Ferda v cizích sluzbách
- 1978 : Príhody brouka Pytlíka
- 1982 : Prak darebák
- 1985 : Opicí láska
- 1986 : Pohádka na snure